# ویلیام جفرسون
ویلیام جفرسون (انگلیسی: William Jefferson؛ ‏ ۲۵ آوریل ۱۸۷۶ – ۱۱ فوریهٔ ۱۹۴۶) بازیگر اهل ایالات متحده آمریکا بود.
از فیلم‌هایی که وی در آن‌ها نقش داشته‌است، می‌توان به جاذبه‌های شهر بزرگ، مرد دیگر، اشتباهات همسرش، انجام داد و انجام نداد و کمیل اشاره نمود.